# Ngugi va Tiongo
Ngugi va Tiongo (свах. Ngũgĩ wa Thiong'o izgovor: /ŋɡoɣe wa ðiɔŋɔ/; 5. januar 1938 — 28. maj 2025) bio je kenijskı pisac. Svojevremeno je pisao na engleskom da bi zatim počeo da piše na gikuju jeziku. Opus mu se sastoji od romana, drama, novela, eseja, akademskih studija, kritika i dečjih knjiga. On je osnivač i urednik časopisa na gikuju jeziku Mutiiri. Ngugi je otišao u egzil nakon što je pušten iz kenijskog zatvora 1977. godine, i od tada je živeo u SAD, a godinama je predavao na Jejlu, kao i na Njujorškom univerzitetu te Univerzitetu Kalifornije u Irvajnu. Njegova kratka priča Uspravna revolucija: Ili zašto ljudi hodaju uspravno prevedena je na stotinak jezika širom sveta.
Godine 1977, Ngugi je započeo novi oblik pozorišta u svojoj rodnoj Keniji koji je nastojao da oslobodi pozorišni proces od onoga što je smatrao „opštim buržoaskim obrazovnim sistemom“, podstičući spontanost i učešće publike u predstavama. Njegov projekat je nastojao da „demistifikuje“ pozorišni proces i da izbegne „proces otuđenja [koji] proizvodi galeriju aktivnih zvezda i nediferenciranu masu zahvalnih obožavalaca“ što, prema Ngugi, podstiče pasivnost kod „običnih ljudi“. Iako je njegova orjentirna predstava, Ngahika Ndenda, koju je napisao zajedno sa Ngugi va Mirii, imala komercijalni uspeh, autoritarni kenijski režim ju je zatvorio šest nedelja nakon otvaranja.
Ngugi je kasnije zatvoren na više od godinu dana. Usvojen kao zatvorenik savesti Amnesti internešenela, umetnik je pušten iz zatvora i pobegao je iz Kenije. U Sjedinjenim Državama je bio istaknuti profesor komparativne i engleske književnosti na Univerzitetu Kalifornije, Irvine. Takođe je ranije predavao na Univerzitetu Nortvestern, Univerzitetu Jejl i Univerzitetu u Njujorku. Ngugi se često smatrao mogućim kandidatom za Nobelovu nagradu za književnost. Osvojio je Međunarodnu nagradu Nonino 2001. u Italiji, a 2016. nagradu Park Kjong-ni. Među njegovom decom su i autori Mokoma va Ngugi i Vanjiku va Ngugi.

## Biografija
Ngugi je rođen u Kamiritu, blizu grada Kijambu u centralnoj provinciji, u porodici koja pripada plemenu Kikuju. Kršten je kao Džejms Ngugi i pohađao je misionarsku školu. Njegovi rođaci su, s druge strane, bili pogođeni ustankom Mau-Mau, kada je njegov polubrat ubijen, a majka mučena. Tokom studija u Lidsu, 1964. godine, napisao je svoj prvi roman Ne plači, čedo, koji se smatra prvim romanom istočnoafričke književnosti. Napisao je taj i sledeći roman na engleskom.
Godine 1967. prihvatio je marksističke ideje Fraka Fanona, a zajedno s njima i antikolonijalizam. Zbog toga se odrekao hrišćanstva, engleskog imena, a konačno i engleskog jezika kao simbola kolonijalnog ugnjetavanja. Umesto engleskog, počeo je pisati na gikuju i svahili jeziku. Godine 1977. je zatvoren zbog kritike tadašnjeg potpredsednika Danijela Arapa Moija, a pet godina kasnije je pušten. Tada je otišao u SAD. Godine 2004. se vratio u Keniju, ali su ga u hotelskoj sobi napali razbojnici te mu silovali ženu.

### Rane godine i obrazovanje
Ngugi je rođen u Kamiritu, blizu Limurua u okrugu Kijambu, Kenija, poreklom Kikuju, i krsten je kao Džejms Ngugi. Njegova porodica je bila zahvaćena ustankom Mau Mau; njegov polubrat Mvangi je bio aktivno uključen u Kenijsku kopnenu i slobodnu armiju, a njegova majka je mučena u postaji rezervnih snaga u Kamiritu.
On je pohađao Srednju školu Alijanse i nastavio da studira na Univerzitetskom koledžu Makerere u Kampali, Uganda. Kao student prisustvovao je Konferenciji afričkih pisaca održanoj u Makerereu u junu 1962, a njegova drama Crni pustinjak premijerno je izvedena u okviru događaja u Narodnom pozorištu. Na konferenciji je Ngog zamolio Činua Ačebea da pročita rukopise njegovih romana Reka između i Ne plači, dete, koji će kasnije biti objavljeni u Hajnemanovoj Seriji afričkih pisaca, koja je pokrenuta u Londonu te godine, sa Ačebeom kao njegovim prvim savetodavnim urednikom. Ngugi je stekao diplomu iz oblasti anglistike na Univerzitetskom koledžu Makerere, Uganda, 1963. godine.

## Bibliografija
- Ne plači dete, 1964.
- Pšenično zrno, 1967.
- Krvave latice, 1977.
- Raspeti đavo, 1980.
- , 2006.

### Novele
- Weep Not, Child (1964),  1-4050-7331-4
- The River Between (1965),  0-435-90548-1
- A Grain of Wheat (1967, 1992),  0-14-118699-2
- Petals of Blood (1977),  0-14-118702-6
- Caitaani Mutharaba-Ini (Devil on the Cross, 1980)
- Matigari ma Njiruungi, 1986 (Matigari, translated into English by Wangui wa Goro, 1989),  0-435-90546-5
- Mũrogi wa Kagogo (Wizard of the Crow, 2004),  9966-25-162-6
- The Perfect Nine: The Epic of Gĩkũyũ and Mũmbi (2020)

### Zbirke kratkih priča
- A Meeting in the Dark (1974)
- Secret Lives, and Other Stories, (1976, 1992),  0-435-90975-4
- Minutes of Glory and Other Stories (2019)

### Drame
- The Black Hermit (1963)
- This Time Tomorrow (three plays, including the title play, "The Rebels", "The Wound in the Heart" and "This Time Tomorrow") (c. 1970)
- The Trial of Dedan Kimathi (1976),  0-435-90191-5, African Publishing Group,  0-949932-45-0 (with Micere Githae Mugo and Njaka)
- Ngaahika Ndeenda: Ithaako ria ngerekano (I Will Marry When I Want) (1977, 1982) (with Ngugi wa Mirii)

### Eseji
- Homecoming: Essays on African and Caribbean Literature, Culture, and Politics (1972),  0-435-18580-2
- Writers in Politics: Essays (1981),  978-0-85255-541-5 (UK),  978-0-435-08985-6 (US)
- Decolonising the Mind: The Politics of Language in African Literature (1986),  978-0-85255-501-9 (UK),  978-0-435-08016-7 (US)
- Moving the Centre: The Struggle for Cultural Freedom (1993),  978-0-435-08079-2 (US),  978-0-85255-530-9 (UK)
- Penpoints, Gunpoints and Dreams: The Performance of Literature and Power in Post-Colonial Africa (The Clarendon Lectures in English Literature 1996), Oxford University Press, 1998,  0-19-818390-9
- Secure the Base: Making Africa Visible in the Globe (2016),  9780857423139

### Memoari
- Detained: A Writer's Prison Diary (1981)
- Dreams in a Time of War: a Childhood Memoir (2010),  978-1-84655-377-6
- In the House of the Interpreter: A Memoir (2012),  978-0-30790-769-1
- Birth of a Dream Weaver: A Memoir of a Writer's Awakening (2016),  978-1-62097-240-3

### Druga nefikcija
- Education for a National Culture (1981)
- Barrel of a Pen: Resistance to Repression in Neo-Colonial Kenya (1983)
- Mother, Sing For Me (1986)
- Writing against Neo-Colonialism (1986)
- Something Torn and New: An African Renaissance (2009),  978-0-465-00946-6[21]
- Thiong'o, Ngũgĩ wa (2012). Globalectics: Theory and the Politics of Knowing. Columbia University Press. ISBN 978-0231159517. JSTOR 10.7312/ngug15950.

### Knjige za decu
- Njamba Nene and the Flying Bus (translated by Wangui wa Goro) (Njamba Nene na Mbaathi i Mathagu, 1986)
- Njamba Nene and the Cruel Chief (translated by Wangui wa Goro) (Njamba Nene na Chibu King'ang'i, 1988)
- Njamba Nene's Pistol (Bathitoora ya Njamba Nene, 1990),  0-86543-081-0
- The Upright Revolution, Or Why Humans Walk Upright, Seagull Press, 2019, Thiong'o, Ngugi wa; Thiongʼo, Ngũgĩ wa (2019). The Upright Revolution: Or, why Humans Walk Upright. Seagull Books. ISBN 9780857426475.

## Literatura
- Toh, Zorobi Philippe. “Linguistic Mystifications in Discourse: Case of Proverbs in Ngugi wa Thiong’o’s Matigari”. Imaginaire et représentations socioculturelles dans les proverbes africains, edited by Lèfara Silué and Paul Samsia, Paris: L’Harmattan, 2020, pp. 63-71.
- Wise, Christopher. 1997. "Resurrecting the Devil: Notes on Ngũgĩ's Theory of the Oral-Aural African Novel." Research in African Literatures 28.1:134–140.

## Spoljašnje veze
- zvanična stranica
- https://web.archive.org/web/20120322081655/http://www.nightlife-belgrade.com/sr/vest?vest=%2Fkolumna%2Fkulturni-meridijani%2Fkenijski-pisac-thiongo-povecao-sanse-za-nobela
- Leonard Lopate, "Writing in Exile", 12 September 2006. Interview with Ngũgĩ wa Thiongo on The Leonard Lopate Show, WNYC, New York public radio, following publication of Wizard of the Crow.
- Petri Liukkonen. "Ngũgĩ wa Thiong'o". Books and Writers
- Ngũgĩ wa Thiong'o – Overview
- biography and booklist
- The Language of Scholarship in Africa, 2012 lecture by Ngũgĩ wa Thiong’o, published in Leeds African Studies Bulletin 74 (December 2012), pp. 42–47.
- 'Publishing Ngũgĩ' by James Currey, in Leeds African Studies Bulletin 68 (May 2006), pp. 26–54.